# اوگو سانتیاگو
اوگو سانتیاگو (اسپانیایی: Hugo Santiago‎؛ ‏ ۱۲ دسامبر ۱۹۳۹ – ۲۷ فوریهٔ ۲۰۱۸) کارگردان فیلم و فیلم‌نامه‌نویس اهل آرژانتین بود. او از سال ۱۹۵۹ تا زمان مرگش ساکن فرانسه و از همین سال تا ۱۹۶۶، دستیار روبر برسون بود.
از فیلم‌های او می‌توان به گرگ وست‌کوست (۲۰۰۲) اشاره کرد.